# Flora de Mariposa
Vous lisez un « bon article » labellisé en 2016.
Flora de Mariposa est une jument de saut d'obstacles alezane inscrite au stud-book BWP, née le 26 avril 2005 en Belgique, à l'élevage de Herman de Brabander. Elle obtient de très bons résultats dès ses jeunes années, de 4 à 7 ans, sous la selle du cavalier belge Kurt De Clercq. La Française Geneviève Mégret, propriétaire du haras de Clarbec en pays d'Auge, en fait l'acquisition fin 2012 et la confie à la cavalière rouennaise Pénélope Leprévost, qui la mène au plus haut niveau. Flora de Mariposa est la révélation française de l'année 2014, malgré son jeune âge, grâce à ses performances pendant les Jeux équestres mondiaux. En 2015, elle décroche deux Grands Prix et réalise la meilleure saison des chevaux français d'obstacle, ce qui lui vaut d'être élue « cheval de l'année ». Sélectionnée pour les Jeux olympiques de Rio en 2016, elle décroche une médaille d'or par équipes. Blessée en 2017, elle échoit à une autre cavalière, Félicie Bertrand, fin 2018. Elle meurt d’une endotoxemie foudroyante à l’âge de 15 ans, le 30 juillet 2020.
Fille de For Pleasure, Flora de Mariposa a hérité de son style de saut, avec un port de tête haut et des membres postérieurs groupés. Respectueuse et réputée gentille, elle a cependant un caractère sensible et parfois difficile, nécessitant de la canaliser en concours. Pénélope Leprevost, séduite par les qualités sportives de sa monture, s'est également vue confier Ilena de Mariposa, l'une des filles de Flora.

## Histoire
Flora de Mariposa naît le 26 avril 2005 à l'élevage du Belge flamand Herman de Brabander, qui devine très vite que sa pouliche présente des qualités exceptionnelles pour le sport, bien qu'elle ait souvent mauvais caractère.
Elle est montée durant ses jeunes années par le Belge Kurt De Clercq. Koen de Brabander, le fils d'Herman, se rend compte qu'il détient peut-être une crack lorsque la jument atteint 4 ans : Flora de Mariposa est en effet révélée assez tôt lorsqu'elle est sacrée Élite au championnat de Belgique des chevaux de 4 ans en 2009. Elle termine neuvième du cycle des chevaux de 5 ans en raison d’un barrage manqué, puis troisième du cycle des chevaux de 6 ans, malgré une faute en finale. Elle parvient en finale du championnat du monde des jeunes chevaux à Lanaken la même année. Elle est vendue à 6 ans aux écuries Lenssens, toujours en Belgique, où Tom Camerlijnck la forme pendant un an.

### Achat par le haras de Clarbec et débuts avec Pénélope Leprevost

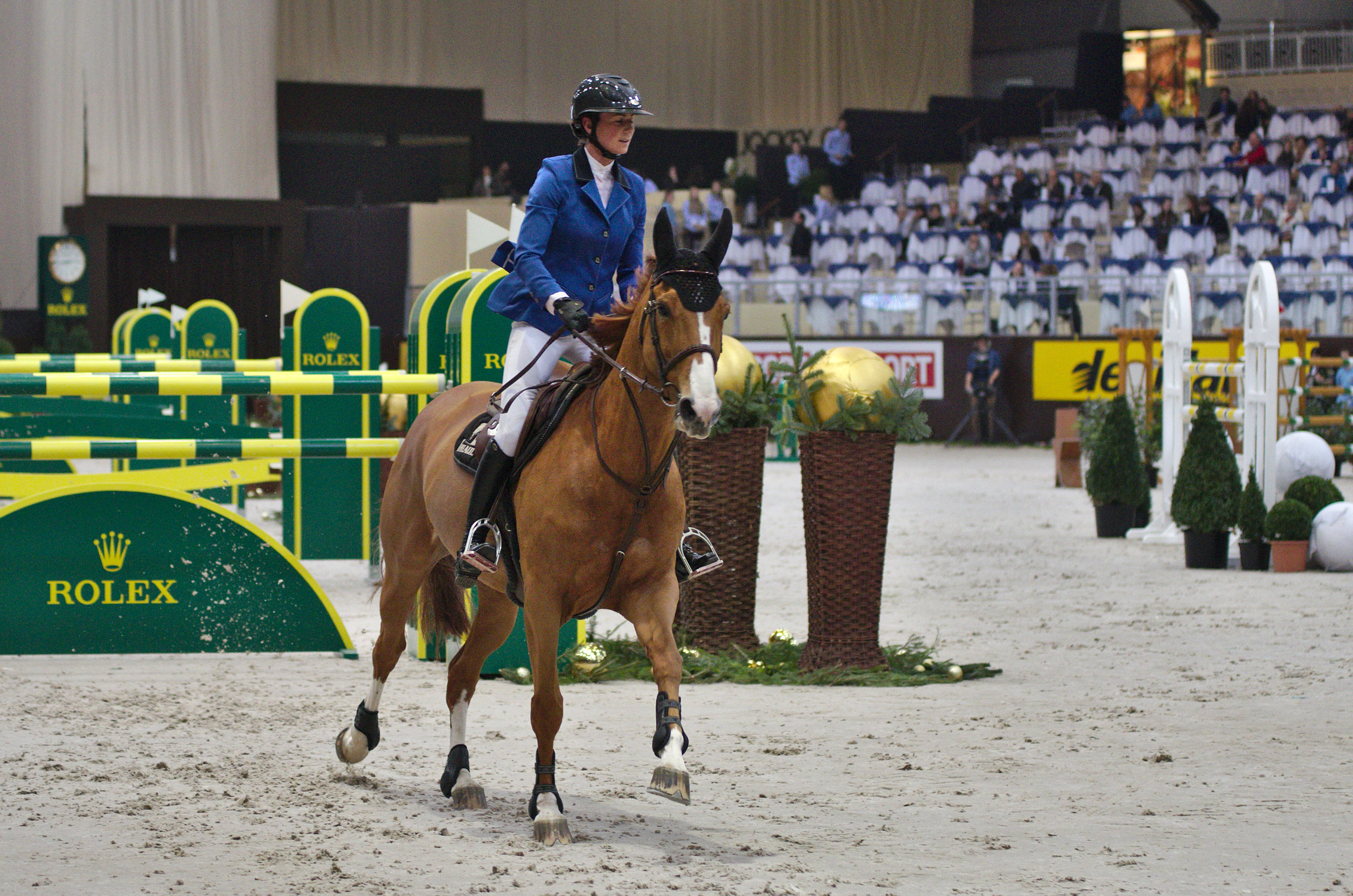
Pénélope Leprevost et Flora de Mariposa au 53e CHI de Genève, en 2013

C'est en 2012 que la cavalière française Pénélope Leprevost repère les qualités de Flora de Mariposa, d'après elle avant la concurrence. Sa mécène Geneviève Mégret acquiert la jument en décembre auprès des frères Lenssens, alors que Flora est âgée de 7 ans, après l'avoir vue sauter. Elle est convaincue, de même que son mari, de ses qualités. Le nouveau couple débute les concours internationaux en 2013. Flora de Mariposa est stationnée au haras de Clarbec, une écurie de compétition située dans le pays d'Auge, Geneviève Mégret étant propriétaire de ce haras.

### Saison 2014
D'après Grand Prix magazine, qui lui consacre un portrait en décembre et la qualifie de « surdouée », la jument est la révélation française de l'année 2014. D'après Eurosport, elle commence la saison « sur les chapeaux de roue », avec une victoire sur une épreuve à 1,50 m et une seconde à 1,45 m à Leipzig, en janvier. La progression est fulgurante, en particulier au mois de juin, puisque Flora et Pénélope remportent une étape de la Coupe des nations à Rotterdam. Cela convainc le sélectionneur de l'équipe de France de saut d'obstacles Philippe Guerdat. Flora de Mariposa est considérée comme trop jeune et inexpérimentée pour les jeux équestres mondiaux de 2014 à Caen, mais la blessure de Dame Blanche, la jument pressentie pour l'échéance avec Pénélope Leprevost, entraîne sa sélection avec succès. Flora de Mariposa participe à la médaille d'argent décrochée par l'équipe de France en Normandie, malgré une faute sur l'avant-dernier obstacle du parcours pendant les épreuves par équipe et une chute impressionnante sur la rivière pendant les qualifications individuelles, ce qui entraîne l'élimination du couple. En dépit de cette chute, Flora reste intacte tant physiquement que mentalement. Elle est mise au repos pendant deux mois pour récupérer, avant de retravailler sur le franchissement des rivières.
Les performances de Flora en 2014 entraînent des propositions d'achat de la part de marchands de chevaux et de cavaliers internationaux, y compris de Nick Skelton et Scott Brash, qui sont toutes déclinées par le haras de Clarbec. En décembre, le couple remporte la guerre des sexes aux Guccis Masters, une épreuve d'obstacles qui oppose les cavaliers aux cavalières, Pénélope Leprevost étant la meilleure cavalière de l'équipe féminine. En décembre 2014, Flora est 21e au classement des meilleurs chevaux de saut d'obstacles établi par la WBFSH.

### Saison 2015
Flora de Mariposa réalise une excellente saison en 2015. La cavalière déclare pourtant forfait pour blessure de sa monture à La Baule en mai, due à une petite contusion osseuse au pied antérieur gauche, consécutive à un choc. Cela laisse planer un doute sur leur participation aux championnats d'Europe en août. Flora de Mariposa recommence doucement à travailler au trot en juin. Après deux mois de repos, elle fait son retour sur le CSI2* (concours de saut international deux étoiles) de Dettighofen, en Allemagne. Elle décroche une seconde place au CSIO (concours de saut international officiel) d'Hickstead en août. En pleine forme pour le championnat d'Europe de saut d'obstacles à Aix-la-Chapelle deux semaines plus tard, Flora de Mariposa commet une faute sur la palanque lors des épreuves par équipes, ce qui débouche sur une cinquième place de la France par équipe. Elle termine cependant les épreuves individuelles à la quatrième place. Élue cheval de l'année 2015 par le magazine L'Éperon, Flora de Mariposa reçoit sa récompense lors du salon du cheval de Paris en décembre.

### Saison 2016
En avril 2016, elle décroche l'étape d'Anvers du Global Champions Tour devant un autre cavalier français, Simon Delestre, grâce à un triple sans fautes. En juin, Flora et sa cavalière chutent au passage d'un oxer pendant le barrage du CSIO5* (concours de saut international olympique 5 étoiles) de Rotterdam. Les examens vétérinaires approfondis ne révèlent aucune blessure et aucun problème de santé, ce qui permet à Flora de Mariposa de rester en lice pour les Jeux olympiques d'été de 2016 . Le couple participe à ces J.O. à Rio, la jument arrivant sur le sol sud-américain dans la nuit du dimanche 7 août. Représentant une chance raisonnable de médaille pour la France, elle fait une crise de coliques le vendredi 12 août au soir mais récupère dans la journée du lendemain. Pendant les qualifications, la jument et sa cavalière chutent à la réception d'un oxer, ce qui élimine Pénélope Leprevost et Flora de Mariposa des épreuves individuelles. La jument et sa cavalière participent néanmoins à la médaille d'or décrochée par la France par équipes.

### Saisons 2017 à 2019
Elle se blesse fin juillet 2017, et reprend la compétition en octobre 2018 avec une nouvelle cavalière, Félicie Bertrand. Elle se re-blesse fin décembre 2018 à Liverpool, puis est soignée en clinique vétérinaire dans cette ville, et retourne chez ses propriétaires au haras de Clarbec en avril 2019. Elle y meurt le 30 juillet 2020 d’une endotoxémie.

## Description

Technique de saut de Flora de Mariposa.

Flora de Mariposa est une jument de robe alezane toisant 1,67 m ou 1,68 m, qui paraît à tort assez « courte ». Sa morphologie est très athlétique et elle dispose d'une grande puissance dans l'arrière-main. Elle est décrite comme une jument respectueuse, légère et rapide, avec une forte personnalité et de la sensibilité. Réputée gentille, elle peut néanmoins présenter son postérieur à sa cavalière ou ses soigneurs, ce qui oblige à l'attacher avant de lui prodiguer des soins. Elle se montre plus compliquée à gérer à domicile qu'en concours,. Elle peut prendre peur à l'envol d'un oiseau et se montre hypersensible aux éléments, tels que la pluie et le vent. Il arrive qu'elle refuse de marcher dans l'eau. Elle déteste aussi se faire natter la crinière, secouant la tête avant les concours, ce qui a conduit sa cavalière Pénélope Leprevost à parler d'un « fichu caractère de fille », et à déclarer que sans ses performances sportives, elle ne garderait pas Flora de Mariposa en raison de ce caractère. Pénélope Leprevost estime néanmoins qu'elle est sa « jument d'une vie », et peut-être « sa Jappeloup »,. Elle décrit également une « osmose » entre la jument et elle, témoignant que le travail réalisé avec les propriétaires de Flora porte ses fruits.
Sa propriétaire Geneviève Mégret en parle comme d'un « génie de l'obstacle », une jument dotée d'un sens de la barre exceptionnel et qui semble sauter sans effort. Elle est également très vive et réactive, parfois au point de montrer trop d'énergie et d'avoir besoin d'être canalisée. Sa technique à l'obstacle semble héritée de son père For Pleasure, avec un port de tête haut et des postérieurs regroupés.
Au travail, Flora de Mariposa était relativement dissipée à ses débuts, mais elle dispose de grandes capacités d'apprentissage. Pénélope Leprevost a pris plusieurs mois pour obtenir davantage de rondeur, et apprécie la souplesse de sa jument. Toujours d'après sa cavalière, Flora de Mariposa sort régulièrement en extérieur et apprécie son travail à la longe avec un licol éthologique. En raison de sa sensibilité au climat, Flora est travaillée en fonction de la météo, notamment pour éviter le travail en carrière et les extérieurs par jour de grand vent. Penelope fait généralement sauter sa jument deux jours avant l'échéance de chaque concours, sur de petites barres de réglage et en insistant sur la gestion des virages et des demi-tours.

## Palmarès

### 2013
- Novembre : Seconde du Prix de la ville de Saint-Lô (CSI2*)[8].
- Décembre : Troisième du Grand Prix Coupe du Monde (CSI5*W) à Londres[8],[43].

### 2014

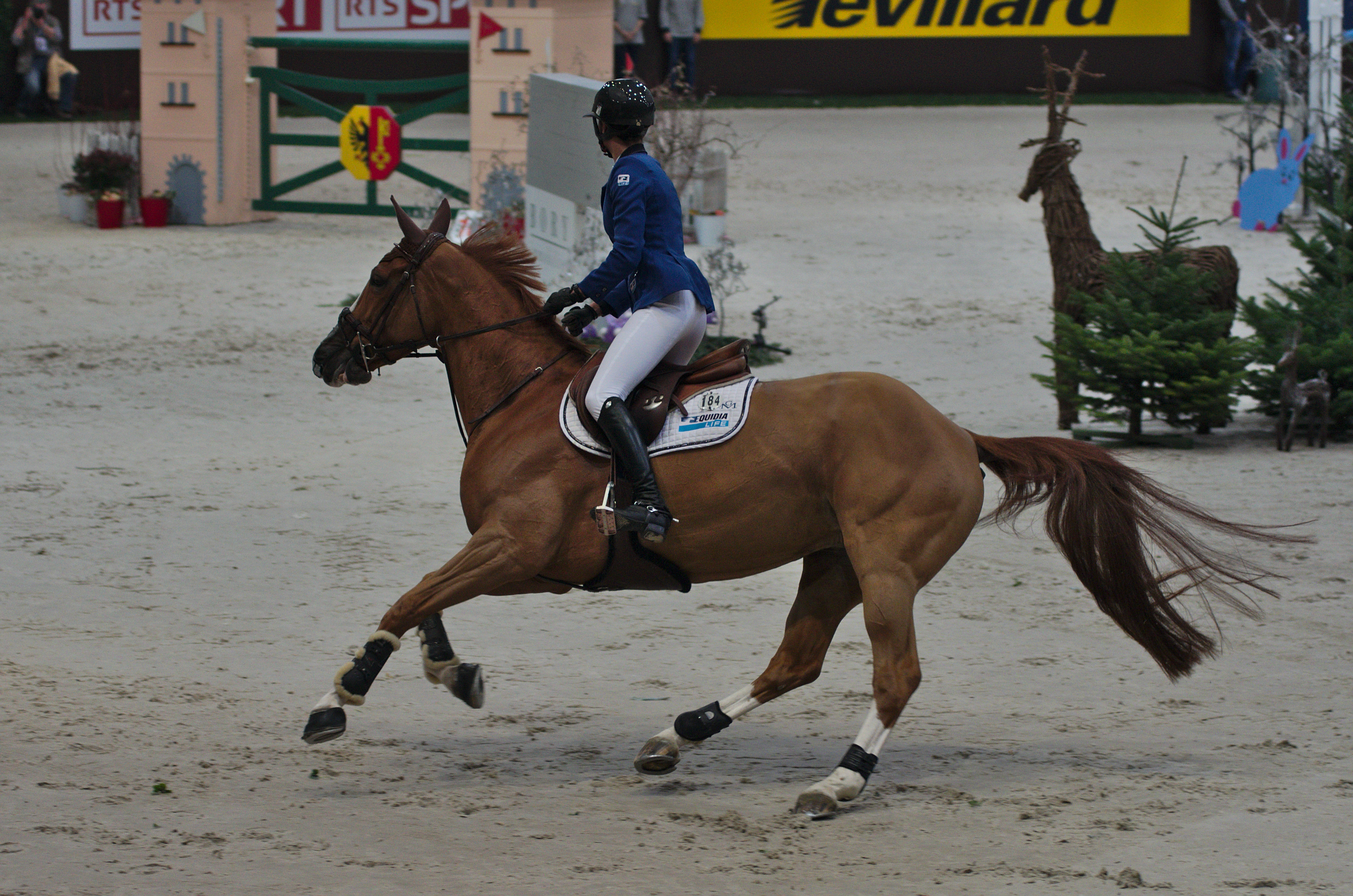
Flora de Mariposa montée par Pénélope Leprévost au 54e CHI de Genève en 2014

Elle est 21e du classement mondial des chevaux d'obstacle établi par la WBFSH en octobre 2014.
- Mars : Seconde du CSI5* (concours de saut international 5 étoiles) du saut Hermès à Paris[8].
- Vainqueur de l'épreuve à 1,50 m du circuit coupe du monde de Leipzig[8].
- Août : Sans faute à la première manche du CSIO4* de Gijón[45].
- Août : Médaille d'argent par équipe aux Jeux équestres mondiaux de 2014 à Caen en Normandie[5],[46], 29e en individuel[43].
- Décembre : Vainqueur de la « guerre des sexes » aux Guccis Masters[47].

### 2015
Grâce à ses performances pendant la saison, Flora de Mariposa a été élue cheval de l'année 2015 en France. Elle est 37e du classement mondial des chevaux d'obstacle de la WBFSH, établi en octobre 2015.
- Janvier : Vainqueur du Grand Prix Longines au CSI-W de Zurich[49]. Quatrième du Grand prix CSI5*W[43].
- Février : Sixième du Grand Prix du jumping international de Bordeaux[43].
- Juillet : Neuvième du grand Prix du CSI2* de Dettighofen[50].
- Août : Seconde du Grand Prix du CSIO d'Hickstead[51],[52]. Vainqueur de la chasse du championnat d'Europe de saut d'obstacles d'Aix-la-Chapelle[53], quatrième en individuel[23].
- Octobre : Vainqueur de l'étape coupe du monde d'Oslo[54].
- Novembre : Vainqueur du CSI-5*W d'Equita'Lyon[55],[54].

### 2016
- Avril : Vainqueur de l'étape d'Anvers du Global Champions Tour[25],[56],[26].
- Mai : Seconde du CSIO de La Baule[40].
- Juin : Septième du CSI5* de Saint-Tropez[43].
- Septembre : Championne olympique par équipe avec Roger-Yves Bost, Kevin Staut et Philippe Rozier.
- Octobre : Onzeième du CSI 3 étoiles à Lyon
- Novembre : Huitième du CSI 5* W à Verona (ITA)

Vainqueur du CSI 5* W à Verona (ITA)
- Decembre : Sixième du CSI 5* à Geneva

### 2017
- Mars
- Avril

## Origines
Flora de Mariposa est enregistrée auprès du stud-book belge BWP, et dispose d'un pedigree séduisant. L'éleveur Herman de Brabander a choisi l'étalon For Pleasure en croisement en raison de son caractère et des preuves de qualité qu'il a fournies sur la durée. For Pleasure est en effet un étalon très populaire, dont la production est recherchée au niveau mondial. Côté maternel, Trezebees et Cantinero ont fait preuve également de leurs qualités, avec des parcours bouclés à 1,60 m.
Par ailleurs, l'élevage de Mariposa a déjà été remarqué pour la qualité de ses chevaux : Matisse de Mariposa, issu d'une mère qui est la demi-sœur de Flora et de Diamant de Semilly, a été élu second meilleur candidat étalon BWP lors de l'approbation de 2015,. Hermès de Mariposa, frère utérin de Flora, a remporté l'approbation du stud-book BWP.

## Descendance
Flora de Mariposa a deux descendants. En 2007, alors qu'elle est âgée de seulement deux ans, elle est inséminée par l'étalon Berlin (Caspar) et porte une pouliche, Ilena de Mariposa, jusqu'à son terme et à sa naissance naturelle en 2008. Elle est inséminée par Nabab de Rêve en 2011, et donne cette fois un poulain, Margriet de Mariposa, qui naît par transfert d'embryon vers une autre jument, pour ne pas compromettre sa carrière sportive.
En novembre 2015, Pénélope Leprevost accueille Ilena de Mariposa, qui rejoint le piquet de jeunes chevaux de la cavalière, étant elle aussi stationnée au haras de Clarbec. À l'avenir, ses propriétaires envisagent de faire reproduire Flora avec leur étalon Vagabond de la Pomme, mais ils privilégient sa carrière sportive.